# Ipaba
Ipaba este un oraș în Minas Gerais (MG), Brazilia.